# Сельское поселение «Альбитуйское»
Се́льское поселе́ние «Альбитуйское» — муниципальное образование в Красночикойском районе Забайкальского края Российской Федерации.
Административный центр — село Альбитуй.

## История
Статус и границы сельского поселения установлены Законом Читинской области от 19 мая 2004 года «Об установлении границ, наименований вновь образованных муниципальных образований и наделении их статусом сельского, городского поселения в Читинской области».

## Население
| 2010 | 2011 | 2012 | 2013 | 2014 | 2015 | 2016 |
| ---- | ---- | ---- | ---- | ---- | ---- | ---- |
| 575  | ↘574 | ↘562 | ↘551 | ↘544 | ↘527 | ↘520 |
| 2017 | 2018 | 2019 | 2020 | 2021 |      |      |
| ↘503 | ↘491 | ↘462 | ↘453 | ↘413 |      |      |

## Состав сельского поселения
| № | Населённый пункт | Тип населённого пункта       | Население |
| - | ---------------- | ---------------------------- | --------- |
| 1 | Альбитуй         | село, административный центр | ↘279      |
| 2 | Гутай            | село                         | ↘67       |
| 3 | Нижний Нарым     | село                         | ↘93       |

## Археология
- Погребение европеоидной женщины на археологическом поселении Мельничное вблизи села Нижний Нарым датируется возрастом около 8 тыс. лет назад. Планируется выполнить ДНК-анализ[15].